# Sint-Jozefkerk (Koblenz)
De Sint-Jozefkerk is een rooms-katholiek kerkgebouw in de Duitse stad Koblenz. De kerk werd toegevoegd aan het cultuurlandschap Mittelrhein dat op 27 juni 2002 in de lijst van het werelderfgoed van UNESCO werd opgenomen.

## Geschiedenis
De Sint-Jozefkerk werd in de jaren 1894-1897 gebouwd naar een ontwerp van de uit Düsseldorf afkomstige architect Josef Kleesattel. Op 16 mei 1898 vond de plechtige wijding van de kerk plaats door de bisschop van het bisdom Trier, Michael Felix Korum. Door de uitbreiding van de stad Koblenz naar het zuiden groeide het aantal zielen van de parochie aanmerkelijk.
Tijdens de Tweede Wereldoorlog werden op 19 juli 1944 op de zuidelijke voorstad van Koblenz hevige bombardementen uitgevoerd. De Sint-Jozefkerk werd daarbij zwaar getroffen, zodat erediensten niet meer mogelijk waren. De eurcharistievieringen vonden daarna plaats op andere plekken of in de open lucht. Na de oorlog vond herbouw onder leiding van de architect Josef Kloke plaats en al in 1948 kon het schip van de kerk opnieuw in gebruik worden genomen voor de viering van de mis. In 1953 kwamen het transept en het koor gereed.
De noodzakelijke haast waarmee de wederopbouw werd uitgevoerd resulteerde in een eenvoudige stijl. Bij een volledige restauratie in de jaren 1979-1982 kreeg de kerk echter zo veel mogelijk het vooroorlogse neogotische aanzien terug. Van de vooroorlogse inrichting is weinig bewaard gebleven. Het huidige hoogaltaar van de kerk is afkomstig uit de Laurentiuskerk van Ahrweiler en vertoont voorstellingen uit het leven van de heilige Laurentius.